# رايريث دي فيغا
بلدية رايريث دي فيغا (بالإسبانية: Rairiz de Veiga) هي بلدية تقع في مقاطعة أورينسي التابعة لمنطقة غاليسيا شمال غرب إسبانيا.

## الديموغرافيا
بلغ عدد سكان بلدية رايريث دي فيغا 1.622 نسمة عام 2011 (وفقاً للمعهد الوطني للإحصاء الإسباني).
| 2.001 | 1.932 | 1.834 | 1.780 | 1.732 | 1.697 | 1.622 |